# Боборыкина, Мария Александровна
Мари́я Алекса́ндровна Боборы́кина (урождённая Арцимо́вич; псевдоним Maria Bory; 22 марта 1889 — 29 сентября 1965, Франция) — французский драматург, сценарист. Жена композитора Николая Боборыкина.

## Биография
Родилась 22 марта 1889 года.
После Октябрьского переворота эмигрировала во Францию.
Писала под псевдонимом Maria Bory сценарии на исторические темы, по которым в Италии были сняты фильмы «Царица Савская», «Семирамида» и др.
Для парижского театра написала пьесу по рассказу Антона Чехова.
Член Союза французских драматических писателей.
Жена композитора и правоведа Николая Боборыкина.
Умерла 29 сентября 1965 года во Франции, похоронена на кладбище Сент-Женевьев-де-Буа.

## Фильмография
- «Spartaco» 1952 год, Италия[2]
- «Queen of Babylon» 1956 год, Италия, США[3]
- «Semiramis esclave et reine» 1983 год, Франция[4]